# Testechiniscus macronyx
Testechiniscus macronyx är en djurart som tillhör fylumet trögkrypare, och som först beskrevs av Ferdinand Richters 1907.  Testechiniscus macronyx ingår i släktet Testechiniscus och familjen Echiniscidae. Inga underarter finns listade i Catalogue of Life.